# 加盟費
特许经营费又稱加盟費，是指希望加盟某一品牌的門店為了能使用品牌方的品牌而向品牌方支付的费用。一般来说，支付完加盟費後，加盟方可以销售品牌方的商品以及服务。